# غراند بري
غراند بري (بالإنجليزية: Grand-Pré National Historic Site)‏ موقع تأريخي وطني كندي يقع في مكان مستوطنة «غراند بري» الأكدية السابقة التي كانت موجودة بين عامي 1682 إلى 1755 ضمن إقليمنوفا سكوشا قبل إن يتم تدمير المستوطنة وترحيل السكان الأكديين من قبل البريطانيين.
نال الموقع شهرة عالمية بعد إن ألف الشاعر الأمريكي هنري وادزورث لونغفيلو قصيدة إفانجلاين التي أرخ فيها لماساة تهجير الأكديين وترحيلهم.
أُدرج الموقع على لائحة التراث العالمي عام 2012.

## أعلام
- ألكسيس لاندري
- روبرت بوردن